# Cầu không vận Berlin

Người Berlin quan sát chiếc máy bay Rosinenbombers đáp xuống phi trường Tempelhof (1948)

Cầu không vận Berlin là việc cung cấp hàng hóa cho thành phố Tây Berlin bởi máy bay của lực lượng đồng minh Tây phương. Đây là hậu quả của việc phong tỏa đường bộ và xe lửa cũng như đường thủy từ các vùng 3 nước Tây phương chiếm đóng tới Tây Berlin trong thời kỳ phong tỏa Berlin từ 24 tháng 6 năm 1948 tới 12 tháng 5 năm 1949 bởi phe Liên Xô chiếm đóng Đức. Sau khi cuộc phong tỏa chấm dứt, việc cung cấp bằng đường hàng không vẫn được tiếp tục. Cầu không vận Berlin chính thức chấm dứt vào ngày 27 tháng 8 năm 1949.

## Lịch sử

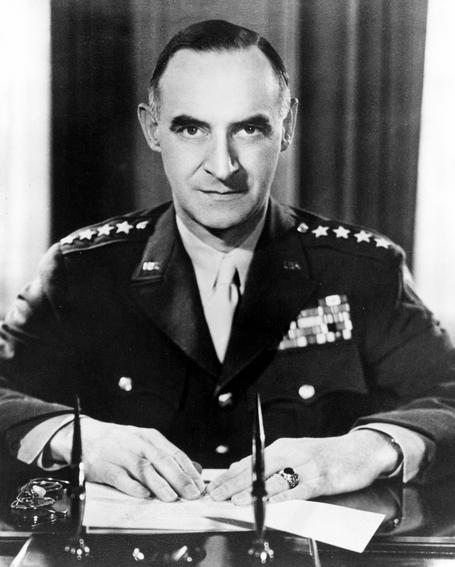
TướngLucius D. Clay, Thống đốc quân đội vùng chiếm đóng Hoa Kỳ

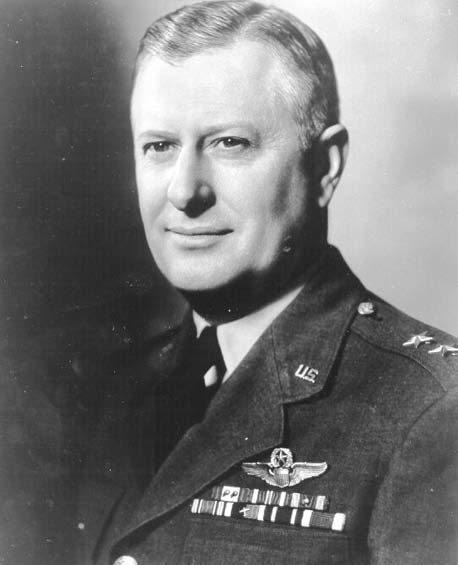
Tướng William H. Tunner, người chỉ huy cầu không vận Berlin

Trước cầu không vận Berlin đã xảy ra một cầu không vận nhỏ. Chỉ huy quân đội Liên Xô ở Đức, đại tướng Vasily Danilovich Sokolovsky, đã ra lệnh vào ngày 1 tháng 4 năm 1948 đóng cửa ngắn hạn biên giới. Đó là phản ứng với hội nghị của sáu nước giữa Vương quốc Anh, Pháp, Hoa Kỳ và đại diện của các nước Benelux về việc thành lập một nước liên bang Đức ở các vùng mà 3 nước phương Tây chiếm đóng, theo cái nhìn của Liên Xô thì họ đã vi phạm hiệp ước Potsdam. Do đó các nước phương Tây phải tiếp tế quân đội mình ở Berlin bằng đường hàng không.
Không có sự thỏa thuận với Liên Xô, tại các vùng bị chiếm đóng bởi các nước phương Tây đã có cuộc cải tổ tiền tệ. Tiền Reichsmark hầu như không còn giá trị được đổi thành Deutsche Mark, để mà làm vững mạnh lại nền kinh tế. Trước đó đã có sự đàm phán giữa 4 nước chiếm đóng về một cuộc cải tổ tiền tệ cho cả nước Đức, nhưng vì khác biệt giữa quan điểm chính trị kinh tế giữa 2 khối ý thức hệ nên đã không đưa tới một kết quả chung. SMAD vào ngày 23 tháng 6 cũng cho cải tổ tiền tệ trong khu vực chiếm đóng của mình, bởi vì họ sợ tiền Mark cũ sẽ tràn ngập bên họ. Cùng lúc này, Liên Xô cũng có ý định chiếm toàn thể Berlin, khi cho đổi tiền không chỉ giới hạn ở Đông Berlin mà ở khắp thành phố Berlin. Do sự phản đối mạnh mẽ của dân chúng Tây Berlin, phương Tây đã ra thông cáo là quyết định này không có hiệu lực, đồng thời cũng cho đổi tiền ở Tây Berlin. Để trả đũa phía Liên Xô đã cho phong tỏa tất cả các đường bộ cũng như đường thủy giữa Tây Berlin và Tây Đức. Được lưu thông chỉ còn đường hàng không tới Tây Berlin và việc chuyên chở người giữa Tây và Đông Đức.
Người Tây Berlin gần một năm trời không có đường bộ hay đường thủy nào để đi sang Tây Đức Ngay đêm 23 tháng 6 năm 1948 điện cung cấp Tây Berlin từ nhà máy điện Zschornewitz đã bị cho ngưng lại. Sáng ngày 24 tháng 6 tất cả các đường lưu thông bằng xe cộ, xe lửa hay đường thủy giữa Tây Berlin và các vùng chiếm đóng phía Tây đều bị ngăn chận. Vì Berlin phần lớn vẫn còn là một đống tro tàn gạch vụn, ở Tây Berlin lúc đó có khoảng 2,2 triệu dân, đã phải lệ thuộc hoàn toàn vào việc tiếp tế từ bên ngoài.
Các chính phủ của 3 nước phương Tây tuy đã tính tới phản ứng của Liên Xô về việc cải tổ tiền tệ, nhưng không ngờ tới việc Tây Berlin bị phong tỏa. Bây giờ họ phải quyết định, là tiếp tục giữ Tây Berlin hay từ bỏ nó. Thống đốc quân sự vùng chiếm đóng Hoa Kỳ, tướng Lucius D. Clay, nhất quyết muốn giữ Tây Berlin. Ông ta đề nghị dùng một đoàn xe tăng để phá các phong tỏa. Tổng thống Hoa Kỳ Harry S. Truman lo sợ nguy cơ chiến tranh, đã không chấp thuận.

## Đường hàng không

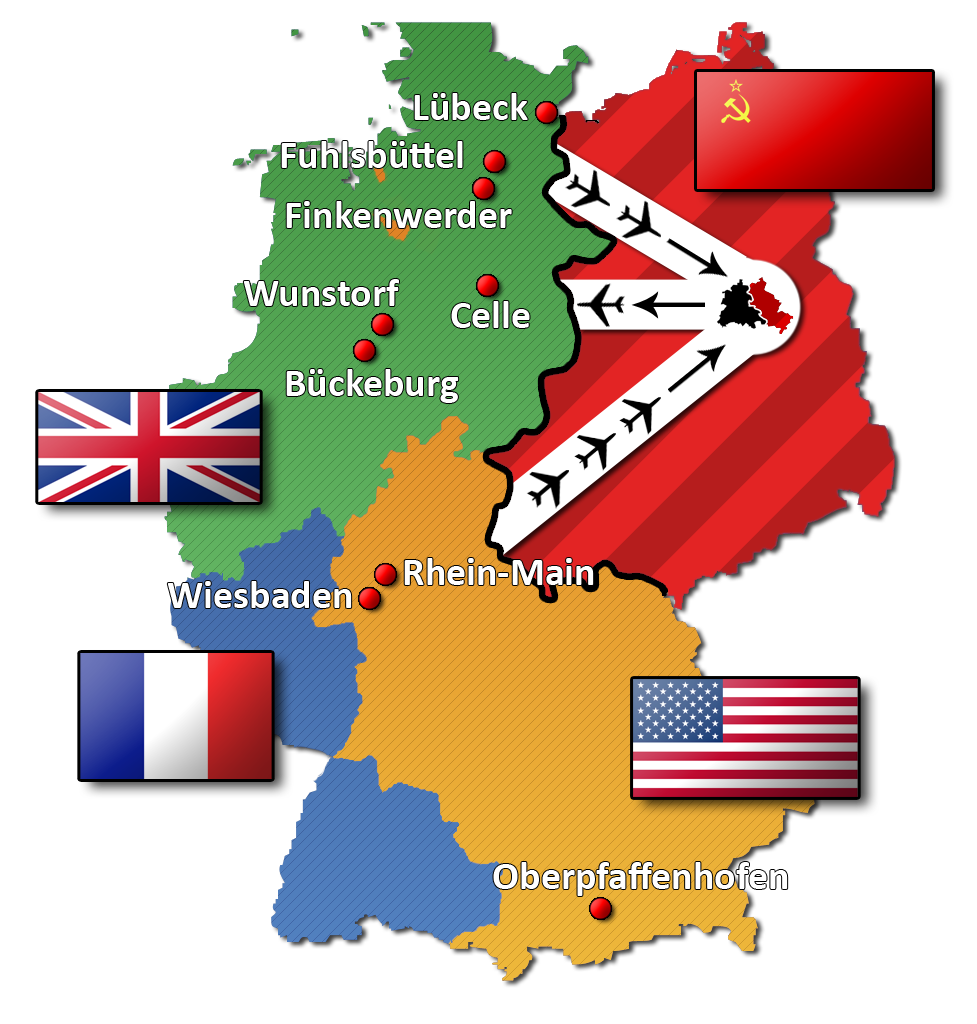
Các đường hàng không trong Cuộc phong tỏa Berlin

Bốn nước chiến thắng thế chiến thứ Hai đã chia Đức ra làm 4 vùng chiếm đóng cũng như Berlin, thành phố mà họ muốn cai quản chung. Ba nước phương Tây cho đó là chuyện hiển nhiên là họ có thể tự do dùng những đường bộ và đường thủy giữ những vùng chiếm đóng của họ và khu vực thuộc họ ở Berlin. Bởi vậy không có thỏa thuận nào trên giấy tờ về việc này. Chỉ có 3 đường hàng không với bề rộng 32 km tới Berlin là có một hợp đồng rõ ràng, theo đó phe đồng minh được tự do dùng.
Vào ngày 24 tháng 6 năm 1948 vào lúc 6 giờ tất cả các đường xá, đường ray xe lửa, đường thủy để giao thông giữa các vùng chiếm đóng phía Tây và Berlin bị chận lại, khiến 3 nước chiếm đóng phương Tây không thể cung cấp hàng hóa cho quân đội họ, lẫn dân chúng ở khu vực họ kiểm soát bằng các phương tiện nói trên nữa.
Thiếu tướng không quân Rex Waite của Không quân Hoàng gia Anh sau cuộc phong tỏa ngắn hạn vào mùa xuân 1948 đã hoạch định một kế hoạch hậu cần, để mà tiếp tế cho quân đội mình cũng như dân chúng Berlin bằng một cầu không vận. Dựa trên những hoạch định này, tướng Clay, đã bắt đầu ngay lập tức, việc tiếp tế người dân bằng đường hàng không.
Từ ngày 26 tháng 6 cuộc không vận tùy ứng của Không quân Hoa Kỳ và Không quân Hoàng gia Anh tới Berlin đã bắt đầu. Vào ngày 23 tháng 7 năm 1948 trung tướng William H. Tunner được phong làm chỉ huy trưởng để phối hợp các cuộc không vận. Tunner đã tổ chức cuộc không vận của Hoa Kỳ qua dãy Himalaya (The Hump).

### Khởi đầu cuộc không vận

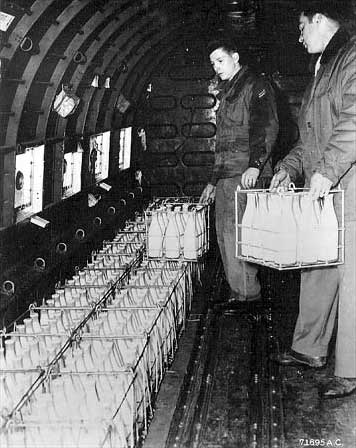
Lính Mỹ chất hàng một máy bay tới Tây Berlin với sữa

Chuyến bay đầu tiên của cuộc không vận được cho là xảy ra vào ngày 23 tháng 6 năm 1948; phi công dân sự Hoa Kỳ Jack O. Bennett tường thuật, cho biết là ông đã chở khoai tây tới Berlin. Tuy nhiên đây là một chuyến bay thường lệ, và đều đặn của quân đội chở hàng tới Berlin.
Ngày 25 tháng 6 tướng Clay ra lệnh chính thức việc thành lập một cầu không vận Berlin và vào ngày 26 tháng 6, chiếc máy bay đầu tiên của không quân Hoa Kỳ tới phi trường Berlin-Tempelhof và như vậy bắt đầu phi vụ Vittles. Phi vụ Plainfare của không quân Hoàng gia Anh tiếp nối 2 ngày sau đó. Ban đầu người Mỹ chỉ dùng loại máy bay nhỏ loại C-47 Skytrain, sau đó được thêm vào những loại máy bay khác.
Chẳng bao lâu nó cho thấy, là toàn thể tiến trình chuyên chở phải được cải thiện, để mà có thể thực hiện được việc chuyên chở số lượng cần thiết. Nó bao gồm cả các loại máy bay, sân bay, việc sửa chữa và tu bổ máy bay, quá trình rỡ hàng và việc hoạch định đường bay.

### Cải tiến hoạt động

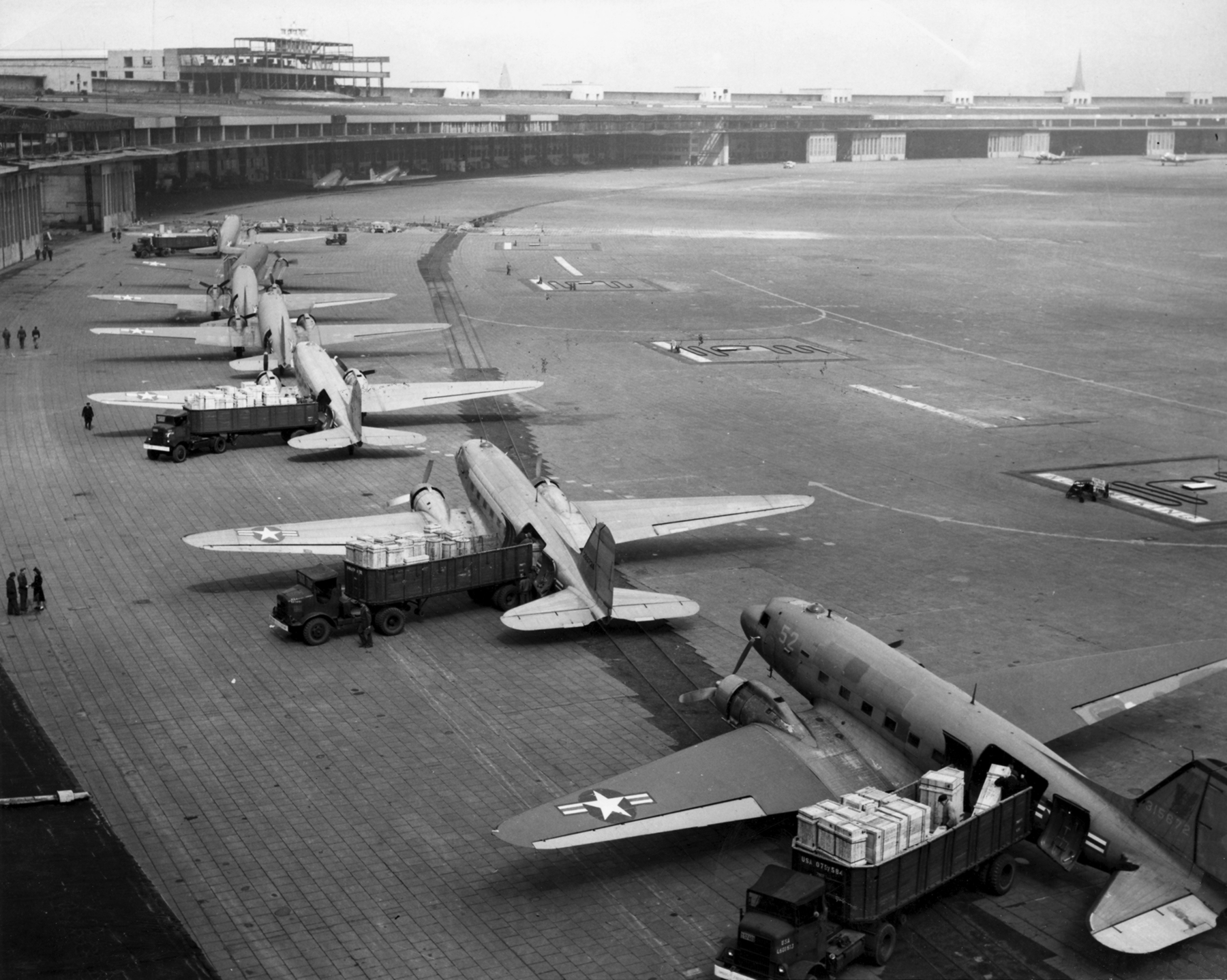
dỡ hàng Rosinenbomber tại phi trường Berlin-Tempelhof, 1948

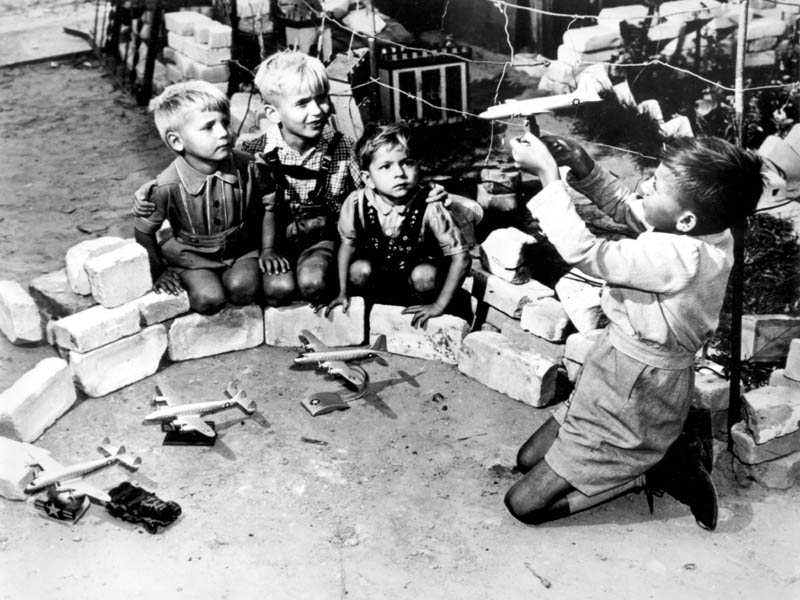
Trẻ em Berlin chơi với máy bay kiểu mẫu cuộc không vận, 1948

Ban đầu người ta có thể chuyên chở 750 tấn hàng hóa mỗi ngày. Nhờ tổ chức mới của tướng William H. Tunner, người mà đã chịu trách nhiệm từ thành phố Wiesbaden cho cuộc không vận từ vài tuần sau khi nó bắt đầu, tới cuối tháng 7 năm 1948 mỗi ngày đã chuyên chở trên hơn 2.000 tấn. Từ ngày 15 sang ngày 16 tháng 4 năm 1949 với 12.849 tấn hàng hóa và 1.398 chuyến bay trong vòng 24 giờ là ngày chuyên chở nhiều nhất. Ngoài thức ăn như ngũ cốc, sữa bột, khoai tây khô và bột chủ yếu có than đá để sưởi và sản xuất điện, xăng dầu, thuốc men cũng như các thứ cần thiết khác.
Người Anh chuyên chở khoảng 33% tất cả các hàng hóa viện trợ tới Berlin. Tàu bè, mà chở ngũ cốc từ Hoa Kỳ để viện trợ cho nước Anh, cũng được họ cho chở sang Đức. Nó đưa đến tình trạng là trong thời kỳ phong tỏa Berlin, người Anh phải sống theo khẩu phần, ngay cả trong thế chiến thứ Hai cũng không đến nỗi như vậy. Các máy bay Anh lúc bay trở lại đã mang theo trẻ em từ Berlin với họ, để cho chúng có thể dưỡng sức ở Tây Đức.
Để chở được nhiều hàng hóa như vậy là nhờ một hệ thống tinh xảo: 3 đường hàng không được dùng làm đường một chiều, đường phía bắc (từ Hamburg tới Berlin) và ở phía Nam (từ Frankfurt/Main tới Berlin) là đường bay tới Berlin, còn đường chính giữa (từ Berlin tới Hannover) là đường bay về. Trong các đường các phi cơ bay trong 5 tầng. Mỗi phi công chỉ có thể thử đáp xuống phi trường một lần. Nếu không thành công, thì phải bay với tất cả hàng hóa trở về. Với hệ thống này, cứ mỗi 3 phút là một phi cơ có thể đáp xuống. Máy bay được đậu giảm từ 75 xuống còn 30 phút. Để được vậy nó đòi hỏi một bộ phận tu bổ máy bay được tổ chức chặt chẽ. Người ta cũng đã thử thả hàng hóa xuống rồi bay luôn nhưng chỉ sau một vài lần phải ngưng vì không thích hợp.
Bên cạnh các phi công Anh, Mỹ sau này các phi công từ Úc, Tân Tây Lan, Canada và Nam Phi cũng tham dự. Pháp không thể tham dự trực tiếp vì không quân Pháp đang chiến đấu ở cuộc chiến tranh Đông Dương. Họ chỉ tiếp tế quân đội họ ở Berlin, máy bay Junkers Ju 52/3m được dùng trong các phi vụ này. Tuy nhiên, người Pháp đã chấp thuận cho xây phi trường mới Berlin-Tegel trong khu vực chiếm đóng của họ, mà được hoàn tất với kỷ lục là 90 ngày. Qua đó cột truyền thanh Tegel bị dựt xập, vì nó cản trở phi cơ bay lên. Vì nó phần lớn được dùng bởi đài truyền thanh của Liên xô, đưa tới nhiều phản đối của quân đội hành chính Liên Xô.

Trong cuộc phong tỏa Tây Berlin, thị trưởng Ernst Reuter (SPD) trở thành biểu tượng ý chí chống cộng kiên cường của Berlin. Bài diễn văn của ông ta với các câu nói trước tòa nhà quốc hội đổ nát, 
| “ | "[...] Hôm nay là ngày, mà dân chúng Berlin lên tiếng. Người dân Berlin kêu gọi hôm nay cả thế giới. [...] Hỡi các dân tộc trên thế giới, các dân tộc ở Hoa Kỳ, ở Vương quốc Anh, ở Pháp, ở Ý! Hãy nhìn tới thành phố này và nhận ra rằng, các bạn không được phép bỏ rơi nó! [...]" | ” |

 được chú ý khắp nơi trên thế giới.

### Kết thúc cuộc không vận

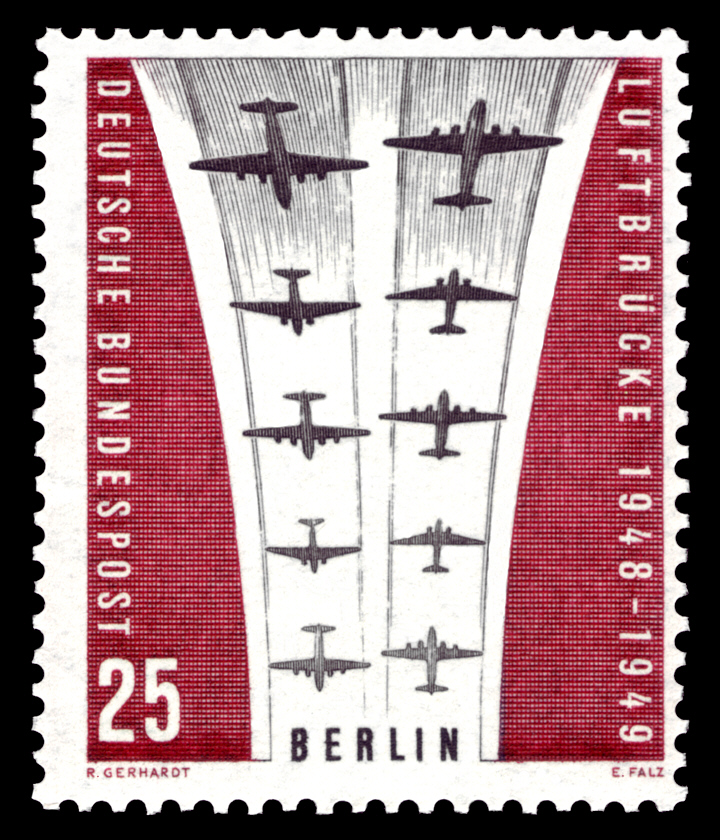
Tem 1959 của Bưu điện Liên bang Berlin kỷ niệm 10 năm ngày chấm dứt cuộc phong tỏa Berlin

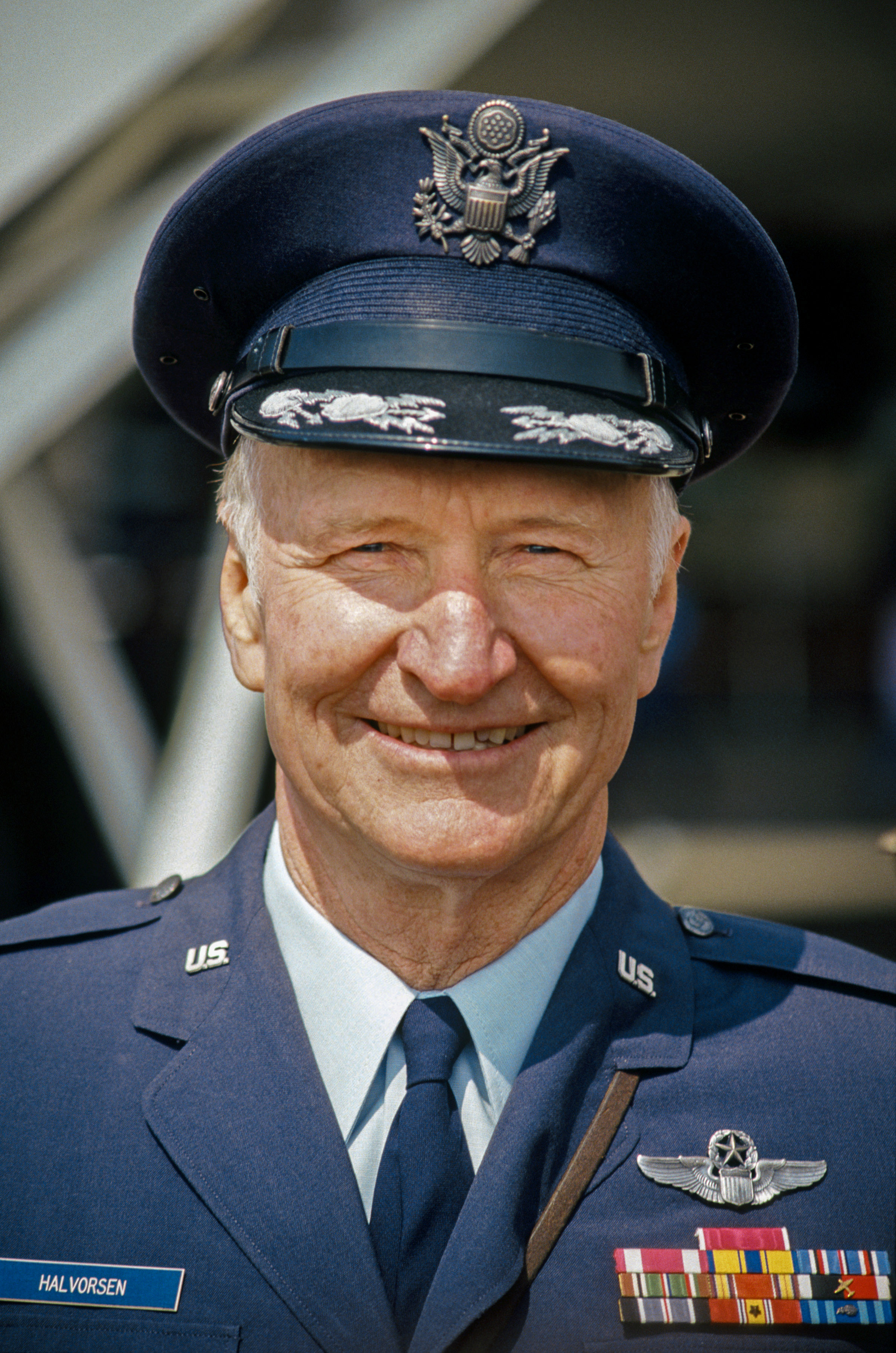
Gail Halvorsen

Khi tình hình chính trị thế giới phát triển, nhất là do vấn đề phong tỏa kỹ thuật tối tân của phương Tây, ngoài ra với ý chí quyết tâm qua cuộc không vận, để giữ Berlin không bị Liên Xô chiếm lấy hoàn toàn, Liên Xô cảm thấy là phải cho phép tiếp tế Berlin qua đường bộ và đường thủy. Cho nên ngày 12 tháng 5 năm 1949 tất cả các cản trở đều bị hủy bỏ. Các chuyến bay tiếp tế chấm dứt vào ngày 27 tháng 8 năm 1949.
Tổng cộng từ tháng 6 năm 1948 tới tháng 5 năm 1949 khoảng 2,34 triệu tấn hàng hóa (trong đó 1,78 triệu tấn từ máy bay Hoa Kỳ), trong số đó 1,44 triệu tấn than đá, 490.000 tấn thực phẩm và 160.000 tấn vật liệu xây dựng để phát triển phi trường, cũng như để xây nhà máy điện mới Ruhleben, đã được chuyên chở. Nếu có thể, các thực phẩm khô như sữa bột và khoai tây khô được dùng, để tiết kiệm trọng lượng. Thêm vào đó 81.730 tấn hàng hóa từ Berlin được chuyên chở ra ngoài, phần lớn là những sản phẩm được chế tạo tại đây, có nhãn hiệu "Sản phẩm của một Berlin bị phong tỏa". Ngoài ra tổng cộng 227.655 hành khách đã được vận chuyển.
| Thống kê của Không quân Hoa Kỳ ở Âu Châu[5]                                 | Tổng cộng     | Không quân Hoa Kỳ | Không quân Hoàng gia Anh |
| --------------------------------------------------------------------------- | ------------- | ----------------- | ------------------------ |
| Chuyến bay                                                                  | 277.569       | 189.963           | 87.606                   |
|                                                                             |               |                   |                          |
| Hàng hóa tới                                                                | 2.325.509,6 t | 1.783.572,7 t     | 541.936,9 t              |
| Than đá                                                                     | 1.586.099,3 t | 1.421.188,8 t     | 164.910,5 t              |
| Thực phẩm                                                                   | 536.705,3 t   | 296.319,3 t       | 240.386,0 t              |
| Các hàng hóa khác                                                           | 202.774,4 t   | 66.134,0 t        | 136.640,4 t              |
|                                                                             |               |                   |                          |
| Hàng hóa chở ra ngoài                                                       | 81.730,8 t    | 45.887,7 t        | 35.843,1 t               |
|                                                                             |               |                   |                          |
| Hành khách                                                                  | 227.655       | –                 | –                        |
| Con số cho khoảng thời gian từ 26 tháng 6 năm 1948 tới 30 tháng 9 năm 1949. |               |                   |                          |
Vào ngày 30 tháng 9 năm 1949, chuyến „Rosinenbomber" cuối cùng với 10 tấn than đá đã đáp xuống phi trường Tempelhof.
Cầu không vận đã có tổng cộng 227.569 chuyến bay; trong những ngày nhộn nhịp, có đến 4000 lần cất cánh và hạ cánh. Trong ngày cuối cùng, số lần hạ cánh tại sân bay Templehof ở Berlin vượt xa tổng số lần hạ cánh tại tất cả sân bay dân sự tại Hoa Kỳ.

## Tai nạn

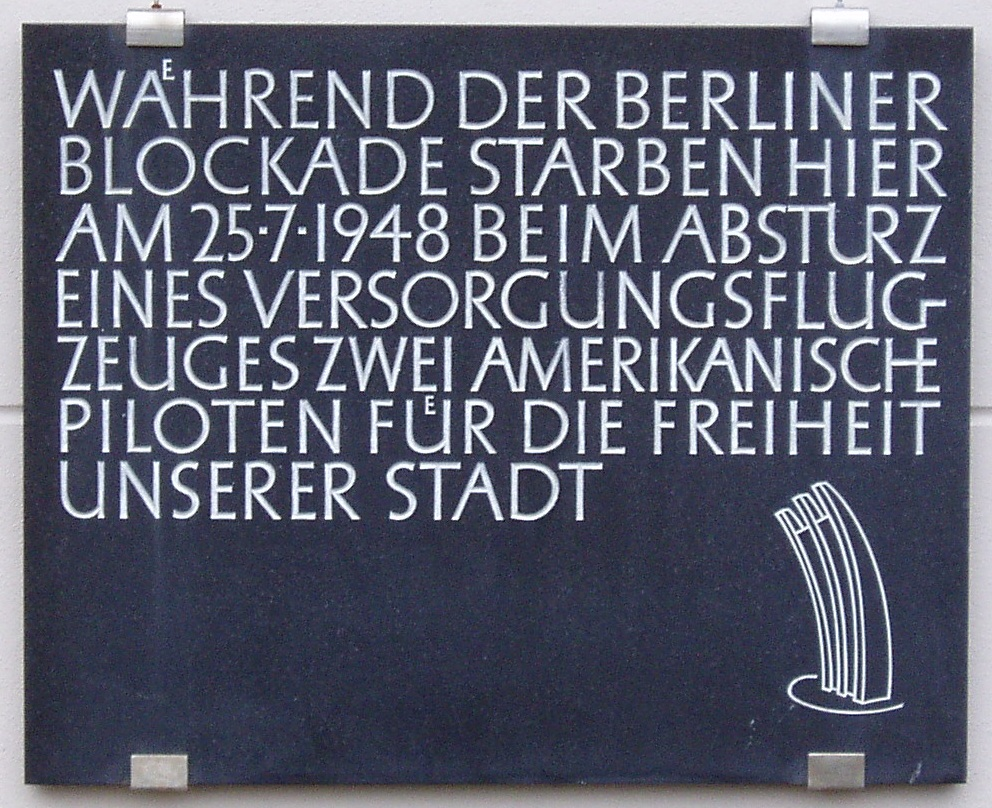
Bảng tại đường Handjerystraße 2 ở Berlin để kỷ niệm một máy bay bị rớt

Trong gần 280.000 chuyến bay đã có nhiều tai nạn chết người, tổng cộng 39 người Anh, 31 người Mỹ và 13 người Đức.

## Đụng độ
Tại các trạm bay đã có những hành động phá hoại. Các phi công bị cản trở trên không phận vùng chiếm đóng của Liên Xô bằng những cuộc diễn tập của máy bay chiến đấu, hay đạn phòng không bắn ở ranh giới đường hàng không để đe dọa, hoặc dùng đèn phản chiếu của hệ thống phòng không làm lóa mắt phi công. Các phi công Mỹ đã báo cáo khoảng 733 trường hợp như vậy. Nó cũng đã đưa đến cuộc đụng độ của máy bay đồng minh với MiG-15 của Liên Xô.

## Cảm nhận

### Tượng kỷ niệm

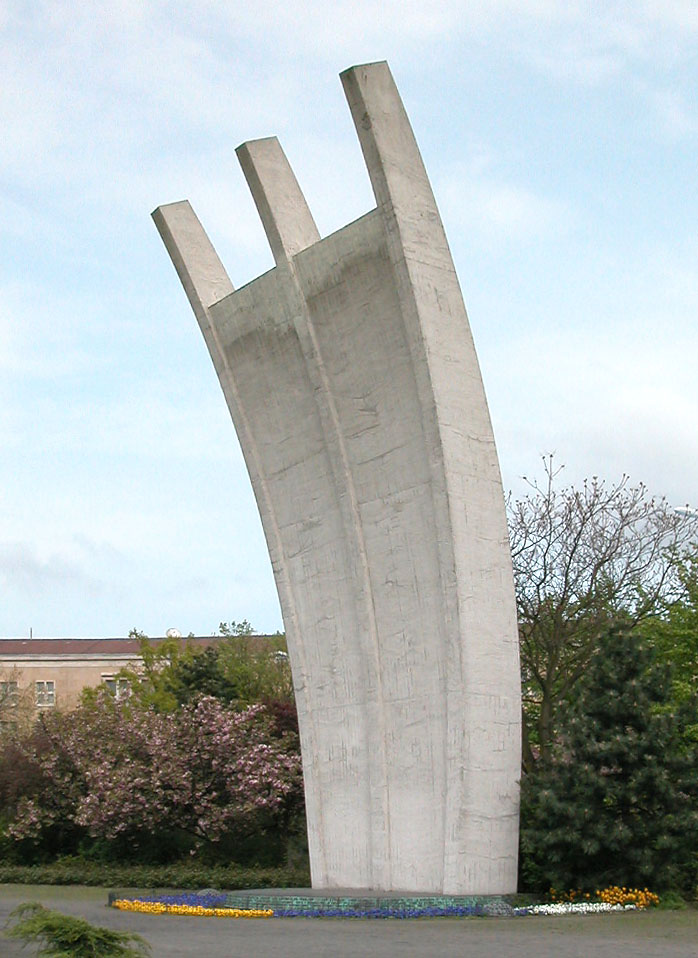
Tượng kỷ niệm cuộc không vận tại phi trường Berlin-Tempelhof, 2002

Từ năm 1951 một tượng kỷ niệm, do Eduard Ludwig (1906–1960) dựng lên, cho những nạn nhân cuộc không vận tại Platz der Luftbrücke trước phi trường Berlin-Tempelhof.

### Cuộc viếng thăm của Kennedy nhân 15 năm kỷ niệm cuộc không vận
Nhân 15 năm kỷ niệm ngày bắt đầu cuộc không vận, ngay sau khi Bức tường Berlin được xây, lần đầu tiên một tổng thống Hoa Kỳ, John F. Kennedy, đã viếng thăm Tây Berlin. Câu nói nổi tiếng của ông ta vào ngày 26 tháng 6 năm 1963 trước tòa thị sảnh Schöneberg
| “ | Ich bin ein Berliner (Tôi là một người dân Berlin) | ” |

 nhằm để nhấn mạnh sự đoàn kết và sự ủng hộ của nhân dân Hoa Kỳ, mà đã được chứng minh qua cuộc không vận, cho ý chí tự do của dân chúng Berlin.

### „Rosinenbomber", "candy bomber"
Cái tên "candy bomber" bắt nguồn từ phi công Mỹ Gail Halvorsen, mà dùng khăn giấy làm dù, cột với bánh kẹo như thỏi Sô-cô-la và kẹo cao su, liệng cho trẻ em đứng đợi trước khi đáp xuống phi trường Tempelhof. Khi cấp trên của Halvorsen nghe được qua báo chí Berlin, việc này đã được phổ biến và nhiều phi công khác bắt chước ông ta. Người Berlin gọi những chiếc máy bay tiếp tế đó là „Rosinenbomber" (máy bay thả nho khô). Một phi công Anh tường thuật, trước mùa giáng sinh 1948 ông đã chở một kiện hàng nho khô để làm bánh giáng sinh ở Berlin.